# Okręg wyborczy Newcastle upon Tyne
Okręg wyborczy Newcastle upon Tyne powstał w 1295 r. i wysyłał do angielskiej, a następnie brytyjskiej, Izby Gmin dwóch deputowanych. Okręg obejmował miasto Newcastle upon Tyne w hrabstwie Northumberland. Został zlikwidowany w 1918 r.

## Deputowani do brytyjskiej Izby Gmin z okręgu Newcastle upon Tyne
- 1622–1660: William Calverley
- 1660–1661: Robert Ellison
- 1660–1679: Francis Anderson
- 1661–1673: John Marlay
- 1673–1680: William Blackett
- 1679–1685: Ralph Carr
- 1680–1689: Nathaniel Johnson
- 1685–1690: William Blackett
- 1689–1695: Ralph Carr
- 1690–1710: William Carr
- 1695–1700: William Blackett
- 1700–1705: Henry Liddell
- 1705–1705: William Blackett
- 1706–1710: Henry Liddell
- 1710–1728: William Blackett
- 1710–1722: William Wrightson
- 1722–1729: William Carr
- 1728–1747: Nicholas Fenwick
- 1729–1734: William Carr
- 1734–1777: Walter Calverley-Blackett
- 1747–1774: Matthew Ridley
- 1774–1812: Matthew White Ridley
- 1777–1780: John Trevelyan
- 1780–1784: Andrew Robinson Bowes
- 1784–1798: Charles Brandling
- 1798–1813: Charles John Brandling
- 1812–1836: Matthew White Ridley
- 1813–1830: Cuthbert Ellison
- 1830–1835: John Hodgson Hinde
- 1835–1852: William Ord
- 1836–1847: John Hodgson Hinde
- 1847–1874: Thomas Emerson Headlam
- 1852–1856: John Fenwick Burgoyne Blackett
- 1856–1860: George Ridley
- 1860–1865: Somerset Archibald Beaumont
- 1865–1874: Joseph Cowen
- 1874–1886: Joseph Cowen
- 1874–1880: Charles Frederic Hamond
- 1880–1883: Ashton Wentworth Dilke
- 1883–1895: John Morley, Partia Liberalna
- 1886–1892: James Craig
- 1892–1900: Charles Frederic Hamond
- 1895–1900: William Donaldson Cruddas
- 1900–1906: Walter Richard Plummer
- 1900–1906: George Renwick, Partia Konserwatywna
- 1906–1918: Walter Hudson
- 1906–1908: Thomas Cairns
- 1908–1910: George Renwick, Partia Konserwatywna
- 1910–1918: Edward Shortt, Partia Liberalna